# Мирне (Сімферопольський район)
Ми́рне (до 1945 — Сарайли́-Кия́т, крим. Saraylı Qıyat) — село Сімферопольського району Автономної Республіки Крим.
Є центром Мирнівської сільської ради, якій підпорядковуються також села Білоглинка та Грушеве.

## Опис
Мирне знаходиться на річці Салгир (впадає в озеро Сиваш, басейн Азовського моря), прилягає до південно-зхахідних околиць Сімферополя. Залізнична станція Сімферополь розташована близько за 2 км.
Площа села 7,26 км², за переписом насел. 2001, проживали 8468 осіб: росіян — 82,06 %, кримських татар — 8,94 %, українців — 7,55 %; станом на 2014 — 9274 особи.
Нині у М. — 2 заг.-осв. школи, 2 дитсадки; Будинок культури; амбулаторія. Діють церква Воскресіння Господнього (зведена 1894; від 1991 належить громаді УПЦ МП) та мечеть Сарайли-Кият Джамісі.

## Історія
Поруч села на пагорбі відкрито давньоскіфське городище Кермен-Кир, археологічна пам'ятка місцевого значення і внесена до списку пам'яток місцевого і національного значення, розташованих на території Автономної Республіки Крим (стор. 340, обліковий № 1605).
Село відоме з XVIII століття як дві частини поселення Кият: Сарчи-Кият та Сарай-Кият. Кримськотатарська назва Сарайли-Кият походить від родової назви Кият та слова saray (палац) з афіксом -lı, що вказує на мешканців, тобто «палацові Кияти». Назва Сарчи-Кият походить від sarçı (шкіра зі спини тварини) та Кият.
Станом на 1784 рік існувало село Сарайли-Кият, у різні періоди входило до складу Таврійської області (1784—1796), Новоросійської губернії (1796—1802), Таврійської губернії (1802—1921), а також різних повітів та волостей Сімферопольського повіту. У 1805 році в Сарайли-Кияті налічувалося 48 дворів, де проживало 273 особи, переважно кримські татари. У 1864 році кількість дворів зменшилася до 20, а населення становило 89 осіб. У 1887 році в селі було 40 дворів і 236 мешканців.
Після радянської окупації, у 1921 році на місці націоналізованого маєтку караїмського поміщика А. Пастака (який володів 1200 га сільськогосподарських угідь) було створено колгосп «Червоний». У 1930-х роках колгосп став місцем катувань НКВС. У період Другої світової війни, під час німецько-фашистської окупації (з листопада 1941 до квітня 1944 року), на території села діяв концтабір, який використовувався нацистами для знищення військовополонених та цивільних, переважно євреїв та кримчаків.
У 1941 році з сіл було депортовано німців, а у травні 1944 року — кримських татар. У 1945 році Сарайли-Кият було перейменовано на Каховське, а Сарчи-Кият — на Богданівку. У 1958 році населений пункт при радгоспі «Червоний» отримав назву Мирне, а у 1968 році до нього були приєднані Каховське та Богданівка.
За даними Всесоюзного перепису 1989 року, у Мирному проживало 9344 особи. За переписом населення України 2001 року, кількість мешканців становила 8468 осіб, що робить Мирне найбільшим селом Криму.
У лютому 2014 року Мирне у складі Автономної Республіки Крим було окуповане Російською Федерацією.